# Zezulin Niższy
Zezulin Niższy – wieś w Polsce położona w województwie lubelskim, w powiecie łęczyńskim, w gminie Ludwin.
W latach 1975–1998 miejscowość administracyjnie należała do ówczesnego województwa lubelskiego.
Wieś stanowi sołectwo gminy Ludwin. Według Narodowego Spisu Powszechnego z roku 2011 wieś liczyła 369 mieszkańców.

## Historia
Początki wsi sięgają wieku XV wówczas była to wieś w powiecie lubelskim i parafii Nowogród. Wieś stanowiła własność szlachecką w roku 1452 w dziale pomiędzy Zanem i Zbigniewem z Ziółkowa Zbigniewowi przypada Zezulin (Akta ziemskie lubelskie). W roku 1462 Zbigniew jest dalej dziedzicem.
W latach 1531–1533 odnotowano pobór z części Jana Kijeńskiego od 2 łanów i części Anny Ziółkowskiej łącznie z Ziółkowem 3 ½ łana.
Według registru poborowego powiatu lubelskiego z r. 1531 wieś Zezulin i Ziołków, w parafii Nowogród, miały 7 ½ łana. W roku 1676 dziedzić którym był Brodowski płaci od siebie, żony, 48 poddanych w Zezulinie i 37 w Ziołkowie. Wieś należy do parafii Kijany (Pawiński Kod. Małopolski 352 i 23a).
W wieku XIX Zezulin – (dziś Zezulin Pierwszy, Zezulin Drugi i Zezulin Niższy) stanowił wieś i folwark w powiecie lubartowskim, odległy 22 wiorsty od Lubartowa. W roku 1886 folwark Zezulin posiadał rozlegość 673 mórg w tym: grunty orne i ogrody mórg 435, łąk mórg 42, pastwisk mórg 26, lasu mórg 157, nieużytków mórg 13. Budynki murowane w folwarku 1, drewnianych było 13. Las nieurządzony.
W skład dóbr wchodziły wsie: Zezulin osad 37 z gruntem mórg 621, Ziółków osad 20 z gruntem mórg 185, Grądy osad 8 z gruntem mórg 57 i Krzczeń osad 2 z gruntem mórg 67.
Na obszarze dóbr jeziora: Krzeń, Gumieniec i Łąkoszyn. We wsi dom modlitwy baptystów.
W 1827 roku było we wsi 57 domów zamieszkałych przez 238 mieszkańców.